# Ichthyodes punctata
Ichthyodes punctata är en skalbaggsart som beskrevs av Xavier Montrouzier 1855. Ichthyodes punctata ingår i släktet Ichthyodes och familjen långhorningar. Inga underarter finns listade i Catalogue of Life.